# Bolitoglossa rufescens
Espèce
Synonymes
- Oedipus rufescens Cope, 1869

Statut de conservation UICN

 LC  : Préoccupation mineure
Bolitoglossa rufescens est une espèce d'urodèles de la famille des Plethodontidae.

## Répartition
Cette espèce se rencontre sur les pentes Atlantique au Mexique dans les États de San Luis Potosí, de Veracruz et du Chiapas, au Belize, au Guatemala et dans le Nord du Honduras. Elle est présente du niveau de la mer jusqu'à 1 500 m d'altitude, mais de préférence, aux altitudes les moins élevées.

## Description
Bolitoglossa rufescens présente un dos noir, une tête et une nuque teintées de roux et un ventre brun tacheté de blanc.

## Étymologie
Son nom d'espèce, du latin rufescens, « roussâtre », lui a été donné en référence à la couleur de sa tête.

## Publication originale
- Cope, 1869 : A review of the species of Plethodontidae and Desmognathidae. Proceedings of the Academy of Natural Sciences of Philadelphia, vol. 21, p. 93-118 (texte intégral).